# Urogymninae
Urogymninae – podrodzina ryb chrzęstnoszkieletowych z rodziny ogończowatych (Dasyatidae).

## Podział systematyczny
Do podrodziny należą następujące rodzaje:
- Brevitrygon Last, Naylor & Manjaji-Matsumoto, 2016
- Fluvitrygon Last, Naylor & Manjaji-Matsumoto, 2016
- Fontitrygon Last, Naylor & Manjaji-Matsumoto, 2016
- Himantura Müller & Henle, 1837
- Maculabatis Last, Naylor & Manjaji-Matsumoto, 2016
- Pateobatis Last, Naylor & Manjaji-Matsumoto, 2016
- Urogymnus Müller & Henle, 1837